# Світильник

Вуличний світильник

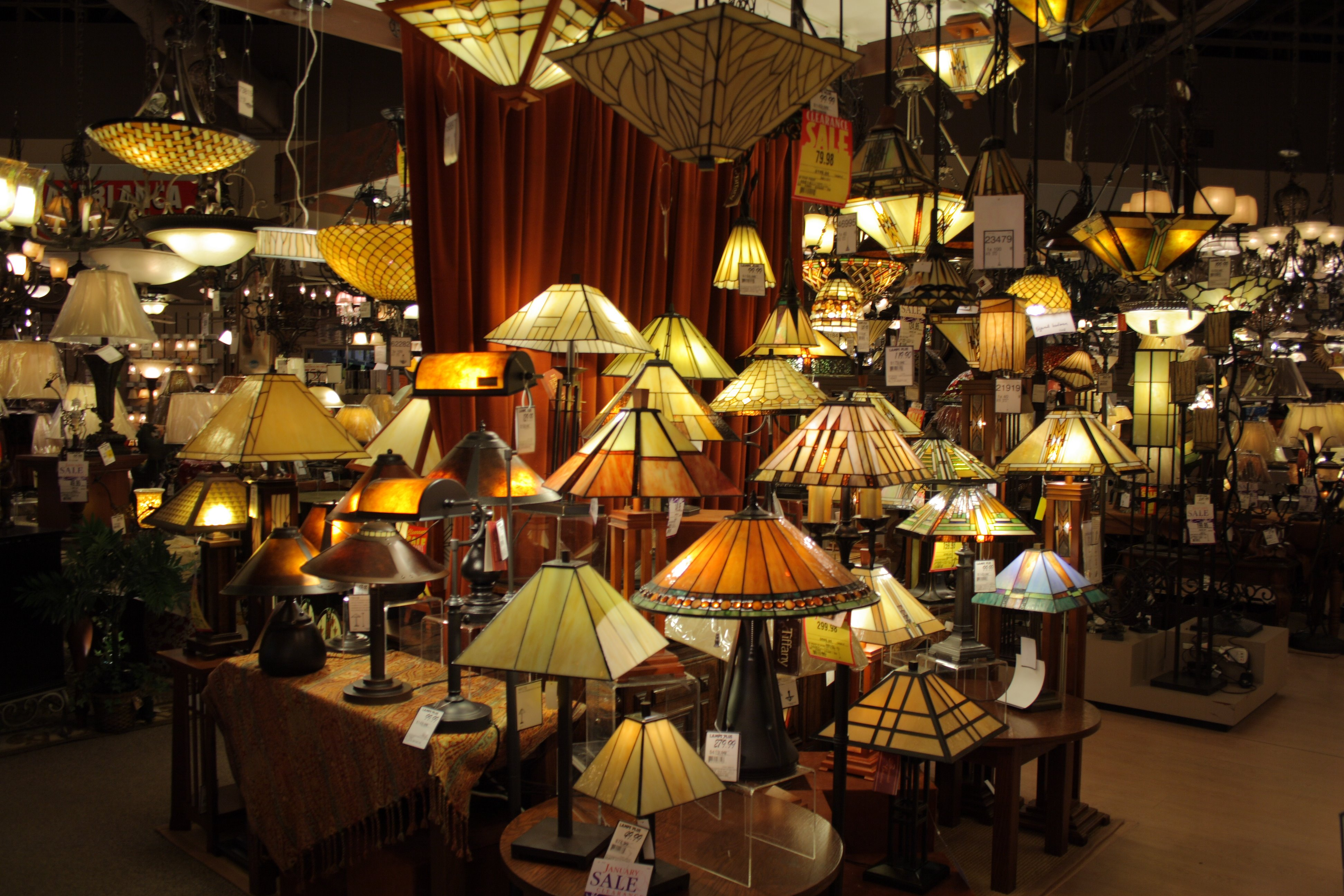
У магазині світильників

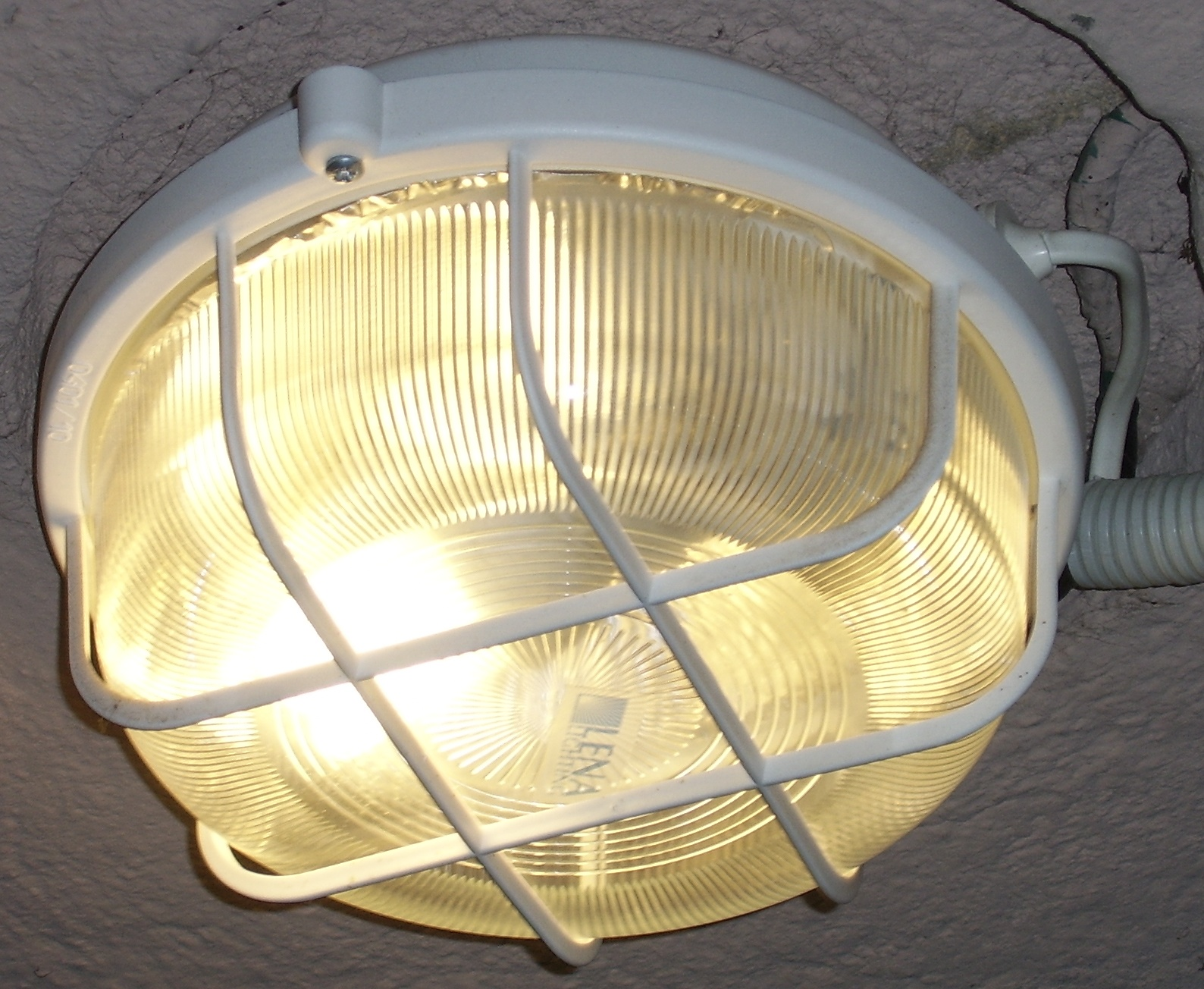
Промисловий світильник

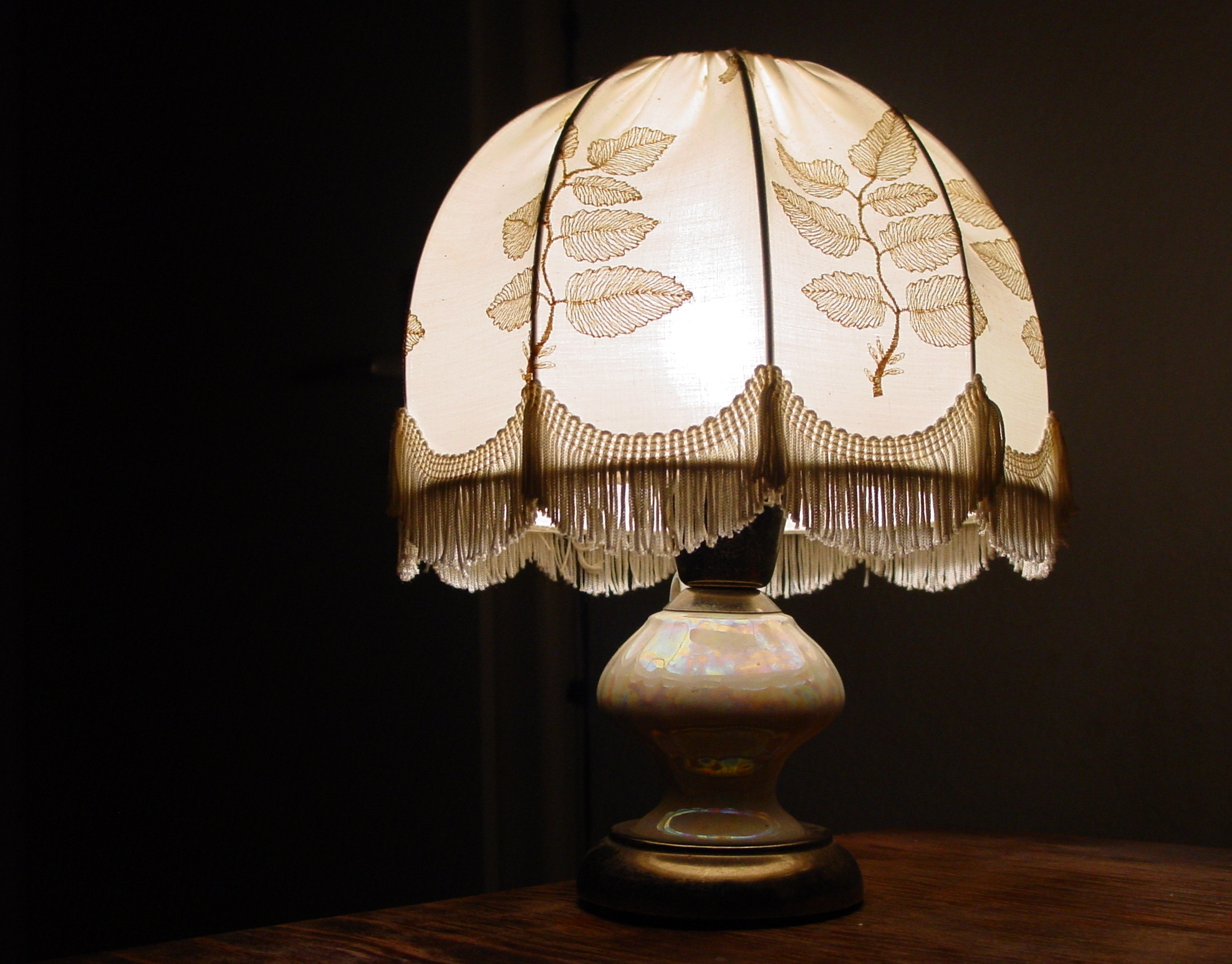
Нічна лампа

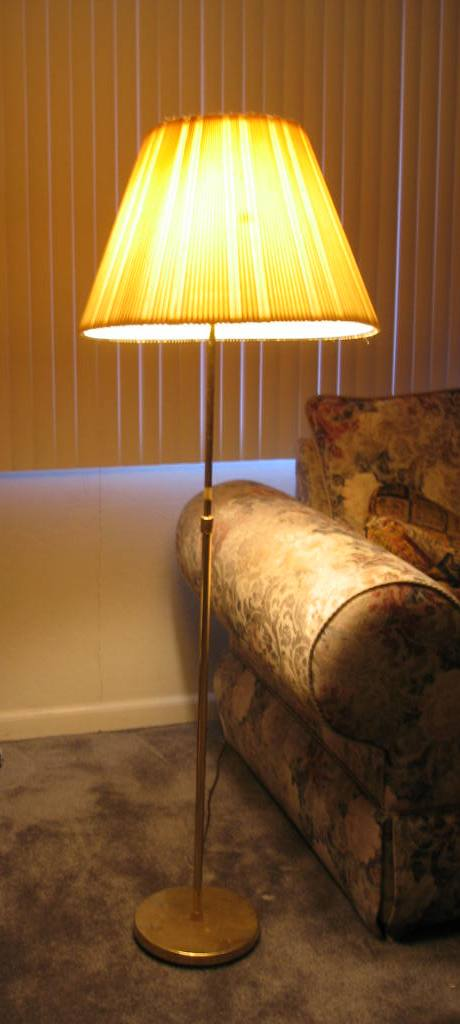
Торшер

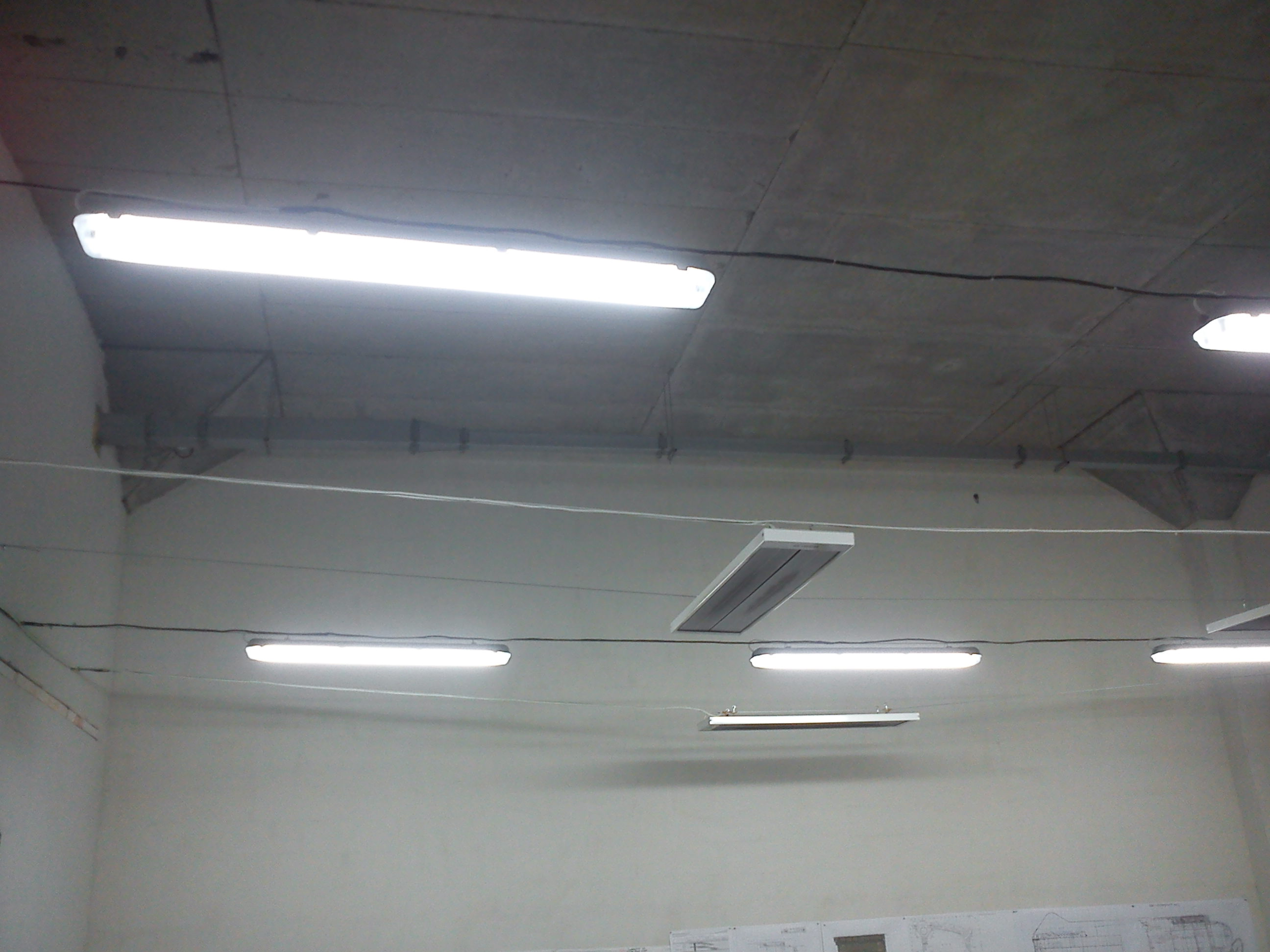
Світильник з люмінісцентними лампами

Світильник, відповідно до термінології Міжнародної електротехнічної комісії — прилад для розподілу, фільтрації і перетворення світла від лампи або ламп, що включають необхідні компоненти для їхнього захисту, кріплення і постачання електроенергією.

## Основні параметри
Основними світлотехнічними характеристиками світильників є:
- розподіл світла, що характеризується фотометричним тілом джерела світла та кривою сили світла (фотометричною діаграмою);
- коефіцієнт корисної дії світильника;
- захисний кут.

## Класифікація світильників
Відмінність між світильниками може визначатися за джерелом світла (лампи розжарювання, люмінесцентні, газорозрядні), кількістю (одна або більше), розташуванням (внутрішнє, зовнішнє), мірою захисту (світильник для сухих, вологих або запорошених приміщень), конструкцією (відкриті, закриті, лампи з відбивачем, дзеркальні, растрові світильники і автомобільні фари), місцем монтажу (настінні, стельові, маятникові і переносні світильники) і призначенням (технічні, декоративні і світильники для ефектів).

### За світлотехнічною функцією
- освітлювальні прилади
- світлосигнальні прилади

### За умовами експлуатації
- світлові прилади для приміщень
- світлові прилади для відкритих просторів (вуличні, садово-паркові тощо)
- світлові прилади для екстремальних середовищ

### За характеромсвітлорозподілу
- світильники
- прожектори і проектори

### За типом лампи
- з лампою розжарення
- з розрядною лампою
- з лампами змішаного світла
- з радіоізотопними і електролюмінесцентними джерелами світла
- з електричною дуговою вугільною лампою
- світлодіодні

### За формою фотометричного тіла
- симетричні світлові прилади
- круглосиметричні світлові прилади
- не симетричні світлові прилади

### За можливістю переміщення при експлуатації
- стаціонарні
- переносні
- пересувні

### За способом живлення лампи
- мережеві
- з індивідуальним джерелом живлення
- комбінованого живлення

### За можливістю зміни положення оптичної системи
- рухливі
- не рухомого

### За можливістю зміни світлотехнічних характеристик
- регульовані
- нерегульовані

### За способом охолодження
- з природним охолодженням
- з примусовим охолодженням

### Всередині приміщень за місцем установки
- настінний світильник (застарілий термін — «бра»)
- стельовий світильник (застарілий термін — «плафон»)
- підлоговий світильник (застарілий термін — «торшер»)
- настільний світильник
- підвісний світильник
- вбудований світильник

## Поширені види світильників
- Люстра — підвісний освітлювальний прилад на декілька джерел світла з декоративно оформленої арматурою для загального освітлення приміщень.
- Підвіс — освітлювальний прилад, звичайно розрахований на одну лампу; кріпиться до стелі і призначений для освітлення та декорування приміщень.
- Торшер — побутова назва підлогового світильника. Зазвичай на високій підставці, на один або кілька джерел світла.
- Настільні лампи, можуть бути як декоративні світильники, так і настільні лампи для робітника (письмового або комп'ютерного столу)
- Настінно-стельові світильники і бра (різні види: галогенні, люмінесцентні, точкові; «тарілки», для ванних кімнат, декоративні тощо)
- Дитячі світильники
- Нічник - малопотужний світильник для орієнтації в кімнаті вночі.
- Кольорове скло — насичені кольори цих світильників використовують для створення привабливих ефектів у висвітленні сучасних і класичних інтер'єрів
- Врізні стельові для підвісних стель і меблеві світильники: поворотні та неповоротні, з трансформаторами і без них
- Світильники для зовнішнього освітлення мають ступінь захисту не нижче IP44, що дозволяє безпечно використовувати на вулиці в будь-яку погоду.
- Ліхтарі й портативні світильники — кишенькові, переносні, портативні світильники для роботи в автомобілях, на катерах і в житлових автопричепах.
- Технічне світло — спеціалізовані світильники для створення загального освітлення, світильники для акцентованого освітлення, світильники заливального світла.
- Інші спеціалізовані світильники для спеціальних сфер застосування — для саун і душових кабін, для рослин, спеціальне підсвічування для картин тощо.
- Каганець — невеличкий світильник, що складається з ґнота й посуду, до якого наливається олія, лій чи гас.